# Junkrowy
Junkrowy (daw. Genszna, Gnosna lub Panina Góra, niem. Jungferberg) – wieś kociewska w Polsce, położona w województwie pomorskim, w powiecie starogardzkim, w gminie Skarszewy. Wieś jest siedzibą sołectwa Junkrowy, w którego skład wchodzi również Zamkowa Góra.
| SIMC    | Nazwa        | Rodzaj               |
| ------- | ------------ | -------------------- |
| 0171724 | Zamkowa Góra | część wsi do 2023 r. |

W latach 1975–1998 miejscowość administracyjnie należała do województwa gdańskiego.
Prastary gród słowiański, znany od 1258 roku. W 1296 r. Sambor II podarował wieś cystersom z Pelplina.
Nazwa wsi wywodzi się od pobliskiego grodu Gnosna, nazywanego też Panina Góra. Po spaleniu grodu, w niedalekiej odległości od niego, cystersi pobudowali wieś i nazwali ją Jungferberg, co jest zniemczoną nazwą Panina Góra.
Obecna nazwa jest spolszczoną wersją niemieckiej.